# ミック・ファウラー
ミック・ファウラー（Alan Michael Fowler、1956年5月15日 - ）は、イギリスの登山家。2010年から2013年までザ・アルパインクラブ（英国山岳会）の会長職も務めた。

## 人物
ロンドンで生まれ、幼少時から探検・冒険好きの少年で下水道に潜り込んだり高速道路に自転車で入り込むなどしてたびたび周囲を騒がせていた。父親の影響でロッククライミングを始め、高校卒業後も税務署勤務の傍ら登山活動を続け頭角を現していくことになる。1981年にヨーロッパ三大北壁を制覇すると南米、アフリカ、アジアと活動の場を広げていった。
世界の難ルートを攻略する著名な登山家でありながら大規模な商業スポンサーには依存せず、遠征費用のほとんどを給料や山岳会からの助成金で賄っており、そのスタイルからも心酔する登山家は少なくない。
登山活動のほとんどは辺境地のために近づくことすら難しい手つかずのビッグウォール（未踏の大岩壁）であり、常に少人数のパーティで、シェルパや固定ロープに依存しないアルパインスタイルを取っている。

## 主な登頂
- 1982年 - タウリラフ峰（ペルー、5,830m）
- 1983年 - キリマンジャロ（タンザニア、5895m）　西ガリー初登攀
- 1986年 - ウシュバ峰（グルジア、4,710m）西壁ダイレクトルート
- 1987年 - スパンティーク（パキスタン、7,027m）　北西壁ゴールデンピラー初登攀
- 1991年 - フンザピーク（パキスタン、6,270m）
- 1993年 - セロ・キシュトワール（インド）北西壁　初登攀
- 1995年 - タボチェ峰（ネパール、6,495m）北東壁　初登攀
- 1997年 - チャンガ・バン（インド、6,864m）北壁
- 1999年 - アルワタワー（インド、6,352m）北西壁
- 2000年 - ケネディ山（カナダ、4,250m）北バットレス
- 2002年 - 四姑娘山（中国、6,250m）北西壁　初登攀[1]
- 2005年 - カジャチョ峰（チベット）
- 2007年 - ナマムチョ峰（チベット）
- 2010年 - スラマー峰（新疆ウイグル自治区）北壁
- 2011年 - ムグ・チュリ峰（ネパール）西壁
- 2012年 - シヴァ峰の舳（インド、6,142m）　北東稜　初登攀[1]
- 2013年 - キシュトワール・カイラス[2]（インド、6,451ｍ）西壁　初登頂